# Filosofia dei valori
La filosofia dei valori non va confusa con la speculazione diretta a definire i valori in senso metafisico e religioso com'era, ad esempio, nell'etica platonica e aristotelica ma deve essere intesa come un ampio movimento filosofico che, opponendosi al materialismo positivistico e al nichilismo nietzschiano e rifacendosi alla rinascita del Kantismo nella seconda metà del XIX secolo, affronta il problema dei valori morali intesi come convalidati dalla loro universalità e da quella metafisica ispirata da Kant.

## Premesse
Kant considerava valida l'universalità filosofica dei valori, non come premessa, ma come postulato della morale: essa così esercitava un primato rispetto alla ragion pura: «dal valore all'essere, non già dall'essere al valore.»
Alla base dei postulati della ragion pratica kantiana, infatti, non vi è un "so" ma un "voglio": «voglio che esista Dio, voglio che la mia esistenza in questo mondo sia anche un'esistenza nel mondo intelligibile, voglio che la mia durata sia senza fine.»
Se i postulati, quindi, non potranno mai assumere il valore di un vero e proprio sapere, nello stesso tempo, però,  nessun progresso scientifico potrà mai metterli in dubbio; anzi è proprio la loro insostenibilità razionale che darà valore all'azione morale. La scienza e il mondo naturale trovano quindi il loro significato non in se stessi ma solo se riferiti a una metafisica morale. 
Per la filosofia dei valori l'essere allora si identifica con il valore: «Esiste veramente quello che vale; quello che non vale non è o quanto meno tende a non essere.». 

## Autori
Maggiori rappresentanti della filosofia dei valori in cui logica, morale ed estetica coincidono sono Hermann Lotze (1817–1881) e Hugo Münsterberg (1863–1916) concordi nel sostenere l'impossibilità della scienza di dare significato all'esistenza umana che trova la sua spiegazione religiosa in un atto irrazionale e trascendente di volontà. Soprattutto a Lotze si deve la diffusione, anche sul piano terminologico, di un "regno dei valori" distinto dal mondo della realtà.
Un'accentuazione religiosa si evidenzia nella speculazione del teologo Albrecht Ritschl (1822–1889), di Harald Høffding (1843–1931) e di Rudolf Christoph Eucken (1846–1926) che si basano essenzialmente sull'indagine storica a conferma dei valori religiosi mentre un metodo prammatico e strumentalista si ritrova in William James (1842–1910) e di John Dewey (1859–1952). 
La filosofia dei valori elaborata da Wilhelm Windelband (1848–1915) e dalla scuola di Baden tende a distinguere, secondo i principi kantiani, l'oggettività dei valori dalle interpretazioni psicologiche.
Per Windelband la storia è caratterizzata nei suoi particolari eventi da premesse e principi superiori ispirati da un sistema di valori universali che forma di sé la stessa realtà: nella storia avviene «la progressiva realizzazione dei valori della ragione come processo della realtà». La filosofia è «scienza critica dei valori» in quanto mai esaurita ricerca di quei valori universali che sono propri dell'uomo soggetto storico distinto da ogni altro essere naturale. Le scienze della natura si distinguono da quelle dello spirito non per il contenuto ma per il metodo: le prime sono nomotetiche (dal greco nómos e thetikós: «che stabilisce leggi») le seconde sono idiografiche (dal greco ídios e graphikós: «che descrive il particolare»): le prime sono le scienze della natura che, descrivendo fenomeni che si ripetono esattamente nelle stesse condizioni, possono formulare «leggi» generali, mentre le seconde sono le scienze storiche che, studiando fenomeni che accadono una volta sola, unici, non ripetibili e particolari, non formulano leggi generali, ma esprimono «figure» individuate dal loro «valore», perché «solo ciò che è unico ha valore». 
Heinrich Rickert (1863–1936) approfondì le tesi di Windelband sostenendo l'esistenza di un "regno del significato", che appartiene all'uomo e che svolge una funzione mediatrice tra il "regno dei valori" e il "mondo della realtà". La filosofia ha il compito di interpretare i valori che si esprimono in ogni accadimento storico e di classificarli in sei ambiti: logico, estetico, mistico, etico, erotico e religioso. Una più rigorosa classificazione dei valori "vitali" e "culturali" fu operata da Hugo Münsterberg (1863–1916) che tentò una conciliazione della filosofia morale kantiana con la psicologia sperimentale.
Contrapponendosi alle tesi dei neokantiani Max Weber (1864–1920) rifiutò l'idea che i valori avessero un qualche significato metafisico mentre possedevano una "trascendenza normativa" nel senso che essi costituiscono i punti di riferimento di ogni concreta azione storica. Quando però i valori si concretizzano storicamente nello stesso tempo appaiono i loro conflitti interni per cui non possono essere assunti come sicuramente validi e l'uomo è costretto a una scelta che li riporta alla problematicità e al condizionamento storico.
Contro i neokantiani si espresse anche Benedetto Croce (1866–1952) per il quale il valore è uno pseudoconcetto risultato di una classificazione empirica oppure un nome diverso per indicare lo Spirito nel suo sviluppo storico circolare. Le scienze sociali e la psicologia, sono dottrine di elaborazione di pseudoconcetti, di leggi utili ma arbitrarie in quanto presuppongono di studiare come fissa una realtà varia ed estremamente mobile: sarebbe opportuno che invece anch'esse confluissero nell'ambito della "Filosofia dello Spirito".
Distinguendosi dal formalismo kantiano per il fenomenologo Max Scheler (1874–1928) i valori non sono "empirici" ma vanno comunque intesi come "materiali" poiché esprimono il "sentimento intenzionale della coscienza" che li possiede come reale contenuto. Non è l'intelletto ma l'esperienza emozionale della coscienza a percepire i valori che non vanno comunque intesi come contenuti psichici poiché «l'uomo è solo il luogo e l'occasione dell'emergere dei valori» che si originano invece dalla «coscienza divina».
Nella concezione fenomenologica di Edmund Husserl (1859–1938) la sfera pratica-emotiva umana non è una caotica mescolanza di stati d'animo e d'impulsi che si susseguono senza senso, bensì, al contrario, è un settore della coscienza con un preciso ordine, dotato di una sua propria sensatezza. La sfera pratico-emotiva anzi ha una sua particolare razionalità, diversa ma collegata a quella logico-teoretica. Quindi i valori non possono ridursi a atti puramente emotivi, ma hanno in sé anche componenti logici per cui la soluzione dei problemi logici-conoscitivi può districare anche le problematiche etiche.
Nicolai Hartmann (1882–1950) concorda sul carattere emozionale dei valori ma lo aggancia a una visione del tutto realistica: il sentimento del valore può variare anche essere del tutto assente ma i valori hanno una propria realtà ideale in se stessi.
In opposizione alla interpretazione fenomenologica accusata di una concezione astratta e classificatoria dei valori René Le Senne (1882–1954) e Louis Lavelle (1883–1951) si rifanno alla concezione cristiana della «philosophie de l’esprit».
Con Martin Heidegger (1889–1976), infine, si è voluta dissolvere ogni filosofia dei valori in nome della nietzschiana svalutazione e fine di tutti i valori che però si presenta come una concezione contraddittoria quando Nietzsche stesso auspica metafisicamente una "trasmutazione di tutti i valori" e la creazione di nuove «tavole di valori».